# 貴島誠一郎
貴島 誠一郎（きじま せいいちろう、1957年11月20日 - ）は、日本のテレビドラマプロデューサー。元TBSテレビコンテンツ制作局エグゼクティブシニアプロデューサー。鹿児島県鹿児島市生まれ、慶應義塾大学法学部卒業。
実娘はテレビ朝日ドラマプロデューサーの貴島彩理。

## 来歴
1957年（昭和32年）鹿児島県鹿児島市生まれ。ラ・サール高等学校を経て、慶應義塾大学法学部卒業。山一證券勤務を経て1982年（昭和57年）、東京放送（現・TBSホールディングス(TBSHD)に入社。当初はドラマ志望ではなく営業部に配属、その後編成部を経験。本格的にドラマに触れたのが編成部で再放送の担当を2年ぐらいしたとき、『天皇の料理番』（1980年）や『茜さんのお弁当』（1981年）など貴島が見たいと思うドラマを再放送に選んでいたとき、視聴率に左右されることなく自分が良いと思うドラマを選択できたことが目利きにつながった。
1989年（平成元年）より製作局にてドラマ制作を担当になったものの31歳と年齢に不安だった。ADましてやディレクターの仕事もしたことがなかったことから先輩社員の八木康夫や遠藤環のもとでプロデューサー業を修行。  1992年（平成4年）「冬彦さん現象」として一大ブームとなった『ずっとあなたが好きだった』でヒットメーカーとなる。また、貴島がプロデュースしたテレビドラマは、山口智子、常盤貴子、松嶋菜々子、矢田亜希子ら、多くの出演女優の出世作ともなっているほか、ベテラン俳優らの魅力を引き出すことでも知られ、『ダブル・キッチン』（1993年）、『誰にも言えない』（1993年）、『スウィート・ホーム』（1994年）、『長男の嫁』（1994年、続編1995年）、『愛していると言ってくれ』（1995年）、『理想の結婚』（1997年）、『最後の恋』（1997年）、『青い鳥』（1997年）、『Sweet Season』（1998年）、『肩ごしの恋人』（2007年）、『LEADERS リーダーズ』（2017年）など、数々のヒットドラマ製作に携わった。
1998年（平成10年）、編成局に異動し、テレビ編成局編成部の企画総括として番組企画全般を担当。2003年（平成15年）には子会社、ドリマックス・テレビジョン（現・TBSスパークル）常務取締役に就任。TBSテレビ制作局ドラマ制作センター長（2010年5月-）、制作局スペシャリスト局長（2012年4月 - ）、制作局担当局長（2013年7月 - ）、TBSテレビ執行役員制作局付・ドラマ担当プロデューサー（2015年4月 - ）等を歴任した。
2022年11月29日をもって、TBSを勇退した。

## 主な受賞歴
- 1995年度 第33回ギャラクシー賞 テレビ部門大賞 「愛していると言ってくれ」[12]

※ 民放の連続ドラマとして初受賞
- 1996年 第41回エランドール賞 プロデューサー賞[13]

※ その後、実娘の彩理が、2019年 第64回エランドール賞 プロデューサー奨励賞受賞。父娘でプロデューサー賞の受賞は史上初
- 2010年 第64回文化庁芸術祭ドラマ部門優秀賞「官僚たちの夏」[14]

## 人物
- 実娘はドラマ「おっさんずラブ」のプロデューサーでテレビ朝日社員の貴島彩理。父と盟友の脚本家・北川悦吏子が「ダメだ。深夜におっさんずラブとか見たら、変なテンションに。あれ、作ってるの、貴島さんの娘さん。貴島さんは私と『愛していると言ってくれ』を作ったのに、娘さんは、おっさんずラブを作ってる。衝撃ーーー！」とツイートして話題となった。娘も偶然、父と同じ慶應義塾大学法学部を卒業。奇しくもバラエティーの部署から念願のドラマ部へ移動して作った企画「おっさんずラブ」「私のおじさん」がおじさんをテーマしたもので2作連続ヒットにつながった[15]。
- 若手の俳優、スタッフの発掘、育成に定評をもつ[4]。
- 植田博樹は「ビューティフルライフ」の企画は貴島だと話す。当初貴島が担当する予定だったが、植田の非凡さを感じた貴島は最終的な内容を全部植田に任せた。当時の植田は「ケイゾク」のようなコアな作品が得意で恋愛ものは不得意だと思われていた。奇しくも植田の代表ドラマの１つとなった。貴島は「制作」というクレジットで名前が表示されたが、自身の作品歴に「ビューティフルライフ」をカウントしていない[4]。
- 植田博樹は「ケイゾク」が出来たのは貴島のお陰だと話す。編成で企画総括だった貴島は編成会議でタイトルNGになった「ケイゾク」を植田の熱意を信じ1人味方になり周囲を押し切った。その後、1回目のプレビューチェックで当時のドラマ部長から「これはドラマじゃない！笑えもしないし泣けもしないし、音楽を全部つけ直せ。編集も全部やり直せ」と全否定される。しかし同席した貴島だけが「いや、このクオリティーがすごいんだ」と評価して、やり直さずに済んだ。結果、高視聴率、数度の映画化となり社会現象になる人気となった[4]。
- 交友のある日本テレビの土屋敏男とは対談を行ったことがある[16]。
- 影響を受けた先輩に久世光彦、大山勝美、柳井満、生野慈朗の名前を挙げている。久世は心の師匠で「ムー一族」などプラスアルファのあるホームドラマを参考にドラマ作りをした。大山は母親と高校の同級生で「岸辺のアルバム」も母親に見るように言われてドラマに興味を持ちはじめた。柳井は貴島をドラマ部に引っ張ってくれた張本人。ドラマ部長をしていた柳井が、ドラマの編成担当をしていた貴島を「あいつ面白そうだから」と上層部にもちかけてくれた。実は貴島自体、ドラマ部を希望をしたことがなかったので、柳井がいなければ今の貴島がいなかった。編成の再放送担当時代は柳井の「金八先生」や久世の「寺内貫太郎一家」をよく見ていた[4][注釈 1]。
- 桑田佳祐のもとに「Sweet Season」の主題歌「LOVE AFFAIR 〜秘密のデート」をお願いしに行ったとき、悪気なく貴島は「桑田さんて天才ですよね！」と言ってしまったら「天才じゃありませんよ、ただ僕は他人の3倍努力するけどね」と返答してくれた。その言葉はプロデューサー人生で迷いがおきたときに思い返す言葉だという[17]。また、貴島は桑田の姿勢を「桑田さんは努力する才能がある『努力の天才』なのかもしれませんが、そういう意味では『桑田佳祐は長嶋茂雄と同じだ』と思いました」と高く評価した[18]。
- 「Sweet Season」は本放送の視聴率より、後の再放送（午前枠）の視聴率が高かった。撮影の際、横浜でロケをしていた松嶋菜々子を見て、集まるギャラリーが「あの人、松島トモ子だよね？」「それはライオンに食われた人じゃない？」という始末。朝ドラのヒロインでもなかなか知名度が高くなかったこと。編成時代に再放送を担当していたとき尊敬する八木康夫の「青が散る」が本放送より高い二桁視聴率をとった。今振り返れば、現在活躍する佐藤浩市や遠藤憲一が出ている先見性のあるキャスティングだったと雑誌インタビューで懐かしむ[17]。

## 作風・特徴
- 重厚かつ一癖ある切り口と定評。たびたび議論となったり社会現象となることが多い。「ずっとあなたが好きだった」のみならず「愛していると言ってくれ」「青い鳥」など貴島の作品は、最初はそんなに高い視聴率ではなくとも後半になって20後半、30％に上がっていき、さらには40％にもなる作品が多い[4]。
- 主題歌の選び方が特徴的。ユーミンの「真夏の夜の夢」や、ドリカムの「LOVE LOVE LOVE」などヒットソングにつながるものが多い[4]。
- TBSといえばホームドラマと言われる時代を築いた。当時フジテレビがトレンディードラマ全盛だった1990年代、貴島は1991年（平成3年）に「結婚したい男たち」で初めてプロデューサーを担当、視聴率的に惨敗を期する。フジテレビ十八番のラブコメテイストの後を追うような内容だった。それを機に「TBSらしいものはどういうものか？」と考えた末、ホームドラマに行き着いた。それが「ずっとあなたが好きだった」で「冬彦さんブーム」だった。フジテレビのドラマには結婚式に家族が出てこない、その独特な描写の裏をつき、息子と嫁と姑のひとつの家庭を描こうと思いつく。「愛していると言ってくれ」も恋愛が中心と思われるが、吉行和子が演じる母親をはじめと、家族や家庭を手厚く描くことに注力。結果TBSらしさが誕生した[4]。
- ホームドラマを作るにあたり野際陽子、橋爪功に全幅の信頼を寄せている[4]。
- シナリオ教室で貴島は脚本家に必要な6つの要素をあげている。『原作を超えるには、自分らしさを加える』『楽しくなければ向いていない』『すっごいおしゃべりか、すっごい無口か』『脚本家と演出家と役者とのバランスがある』『書きたいことがある、言いたいことがある』『大切なのはキャラクター』[17]

## 主な作品
特記のないものはプロデューサー担当。

### TBS時代
連続ドラマ
- 想い出にかわるまで（1990年）　※制作補
- 予備校ブギ（1990年）　※制作補
- クリスマス・イブ（1990年）　※制作補
- パパとなっちゃん（1991年）
- 結婚したい男たち（1991年）
- 熱い胸騒ぎ（1992年）
- ずっとあなたが好きだった（1992年）
- 愛するということ（1993年）
- ダブル・キッチン（1993年）
- 誰にも言えない（1993年）
- スウィート・ホーム（1994年）
- 長男の嫁（1994年）
- 私の運命（1994年）
- 愛していると言ってくれ（1995年）
- 長男の嫁2〜実家天国（1995年）
- キャンパスノート（1996年）　※制作統括
- ひとり暮らし（1996年）
- 理想の結婚（1997年）
- 最後の恋（1997年）
- 青い鳥（1997年）
- Sweet Season（1998年）
- あきまへんで!（1998年）
- グッドニュース（1999年）
- 温泉へ行こう 第1シリーズ（1999年）　※企画
- 新・天までとどけ（1999年）　※企画
- ビューティフルライフ（2000年）　※制作
- 永遠の1/2（2000年）　※企画
- Love Story（2001年）　※編成
- たのしい幼稚園（2001年）　※企画
- ラブ&ファイト（2001年）　※企画
- 温泉へ行こう 第3シリーズ（2002年）　※企画
- ヨイショの男（2002年）　※企画
- 一攫千金夢家族（2002年）　※企画 第1シリーズのみ
- マイリトルシェフ（2002年）　※編成
- ブラックジャックによろしく（2003年）　※チーフプロデューサー
- 官僚たちの夏（製作総指揮）（2009年）　※制作統括
- 同窓生〜人は、三度、恋をする〜（2014年）

単発ドラマ
- 普通の結婚式（1990年）
- 三浦海岸魚河岸物語（1991年）
- ダブル・キッチンお正月スペシャル　花岡家ハワイに行く（1994年）
- 乱歩-妖しき女たち（1994年）
- 最後の家族旅行 Family Affair（1996年）
- 青い鳥　完結編（1997年）
- モーニング娘。新春! LOVEストーリーズ（2002年）　※企画
- フレンズ（2002年）　※企画
- モーニング娘。サスペンスドラマスペシャル（2002年）　※企画
- ドラマクイズ　名探偵は君だ！（2011年）
- ムーンケーキ（2011年）
- LEADERS リーダーズ（2014年）
- LEADERS Ⅱ（2017年）
- 愛していると言ってくれ　2020年特別版（2020年）

### ドリマックス時代
連続ドラマ
- エ・アロール（2003年）
- 奥さまは魔女（2004年）　※チーフプロデューサー
- 新しい風（2004年）　※チーフプロデューサー
- 夢で逢いましょう（2005年）
- 女系家族（2005年）　※チーフプロデューサー
- 幸せになりたい!（2005年）　※チーフプロデューサー
- 夜王（2006年）　※チーフプロデューサー
- ガチバカ!（2006年）　※チーフプロデューサー
- 弁護士のくず（2006年）
- 嫌われ松子の一生（2006年）
- 砂時計（2007年）　※チーフプロデューサー
- 孤独の賭け〜愛しき人よ〜（2007年）
- 肩ごしの恋人（2007年）

単発ドラマ
- 樋口一葉物語（2004年）
- 奥さまは魔女リターンズ（2004年）
- 青春の門-筑豊編-（2005年）
- 夜王 yaoh（2005年）　※チーフプロデューサー
- 太宰治物語（2005年）
- 一週間の恋（2006年）　※総合プロデューサー
- トリプル・キッチン（2006年）　※企画
- 三日遅れのハッピーニューイヤー！（2007年）　※チーフプロデューサー
- あるがままの君でいて（2008年）

### 映画
- KARAOKE（1999年）　※エグゼクティブプロデューサー
- 黄泉がえり（2003年）　※企画協力

## 出演
- テレビがくれた夢 貴島誠一郎×佐野史郎（2013年）

## 関連人物
- 柳井満
- 八木康夫
- 田代冬彦
- 信国一朗
- 福澤克雄
- 植田博樹
- 瀬戸口克陽
- 伊與田英徳
- 君塚良一
- 大石静
- 西荻弓絵
- 北川悦吏子
- 佐野史郎
- 野際陽子
- 浅野ゆう子
- 賀来千香子
- 大竹しのぶ
- 山口智子
- 橋爪功